# Lonjin
Lonjin (cyr. Лоњин) – wieś w Serbii, w okręgu maczwańskim, w gminie Ljubovija. W 2011 roku liczyła 324 mieszkańców.